# Alleanza dei Costruttori dell'Iran Islamico
L'Alleanza dei Costruttori dell'Iran Islamico (in persiano: ائتلاف آبادگران ایران اسلامی), spesso abbreviato in Abadgaran (آبادگران), è stata un'alleanza di alcuni partiti politici conservatori e organizzazioni conservatrici iraniane.
L'Alleanza, prevalentemente attiva a Tehran, ha vinto quasi tutti i seggi della capitale nelle elezioni iraniane del 2003 e 2004. Mahmud Ahmadinejad,  ex presidente dell'Iran, è considerato una delle figure principali dell'Alleanza.